# Karla Cubias
Karla Cubias (sinh ngày 23 tháng 5 năm 1983 tại Santa Ana) là ca sĩ người El Savador, là thí sinh vòng Bán kết 2 mùa thứ tư chương trình truyền hình Latin American Idol. Khi còn nhỏ, cô mê đắm âm nhạc. Năm 12 tuổi, cô tham gia vào dàn hợp xướng nhà thờ, nhờ đó mà cô càng yêu môn nghệ thuật tuyệt đẹp này. Sự nghiệp âm nhạc của cô bắt đầu vào năm 2006, khi cô được chọn làm thí sinh trong lễ hội liên hoan âm nhạc tuổi trẻ III (Youth Festival III) và nằm trong 10 người vào chung kết. Cô nhận được những đánh giá rất tốt về tất cả phần trình diễn của mình trong cuộc thi này. 2008 là năm đánh dấu cuộc đời cô. Cô tham gia các buổi thử giọng tại PROGRM danh tiếng "Hát cho giấc mơ El Salvador", đồng hành với Victor Emmanuelle, ngôi sao âm nhạc lớn ở El Salvador.
Năm 2009, thử thách đã đến với Karla, khi cô tham gia ban nhạc pop có tên "Connect" gồm 5 người rất tài năng và trẻ tuổi tham gia tour diễn bao gồm 8 buổi hòa nhạc trên toàn quốc. Cũng năm đó, cô tham gia buổi thử giọng và đại diện cho El Salvador tham gia chương trình Latin American Idol. Trong số hàng ngàn thanh niên từ các quốc gia khác nhau và có cùng một giấc mơ làm ca sĩ, Karla được chọn làm thành viên trong nhóm gồm 24 chàng trai. Karla còn mở buổi hòa nhạc cho ca sĩ vĩ đại người Guatemala, Ricardo Arjona tại sân vận động Jorge Magico Gonzalez của San Salvador.
Cô cũng đã mở buổi hòa nhạc cho nhóm "Camila". Karla Cubías có hoài bão mang âm nhạc của nhóm "Camila" vươn xa và được công nhận trên thế giới. Ngoài sự nghiệp âm nhạc, Karla còn quan tâm đến người nghèo. Karla đã liên hệ với các cơ sở để giúp đỡ những người gặp khó khăn. Cô cho rằng việc hỗ trợ những người cần giúp đỡ sẽ được nhân rộng và tan tỏa trong xã hội.